# Tour de la Libération
 (novembre 2019).
Si vous disposez d'ouvrages ou d'articles de référence ou si vous connaissez des sites web de qualité traitant du thème abordé ici, merci de compléter l'article en donnant les références utiles à sa vérifiabilité et en les liant à la section « Notes et références ».
La tour de la Libération est un monument situé à Pyongyang, en Corée du Nord. 

## Historique
Il a été construit en 1947 pour rendre hommage aux soldats de l' Armée rouge qui ont participé à la libération de la Corée de l'occupation impériale japonaise au cours de la phase finale de la Seconde Guerre mondiale. Les parachutistes soviétiques ont pris le contrôle de Pyongyang le 24 août 1945. 

## Description
Le monument est composé d'une stèle surmontée d'une étoile rouge à cinq branches, la structure entière atteignant une hauteur de 30 mètres. La base carrée du monument porte une inscription sur chacun de ses côtés. Le texte en russe et coréen décrit le but du monument. Le monument est souvent visité par les délégations officielles ainsi que par les touristes et les habitants de la ville. Il est devenu traditionnel pour les couples de jeunes mariés de visiter le monument.

## Inscriptions

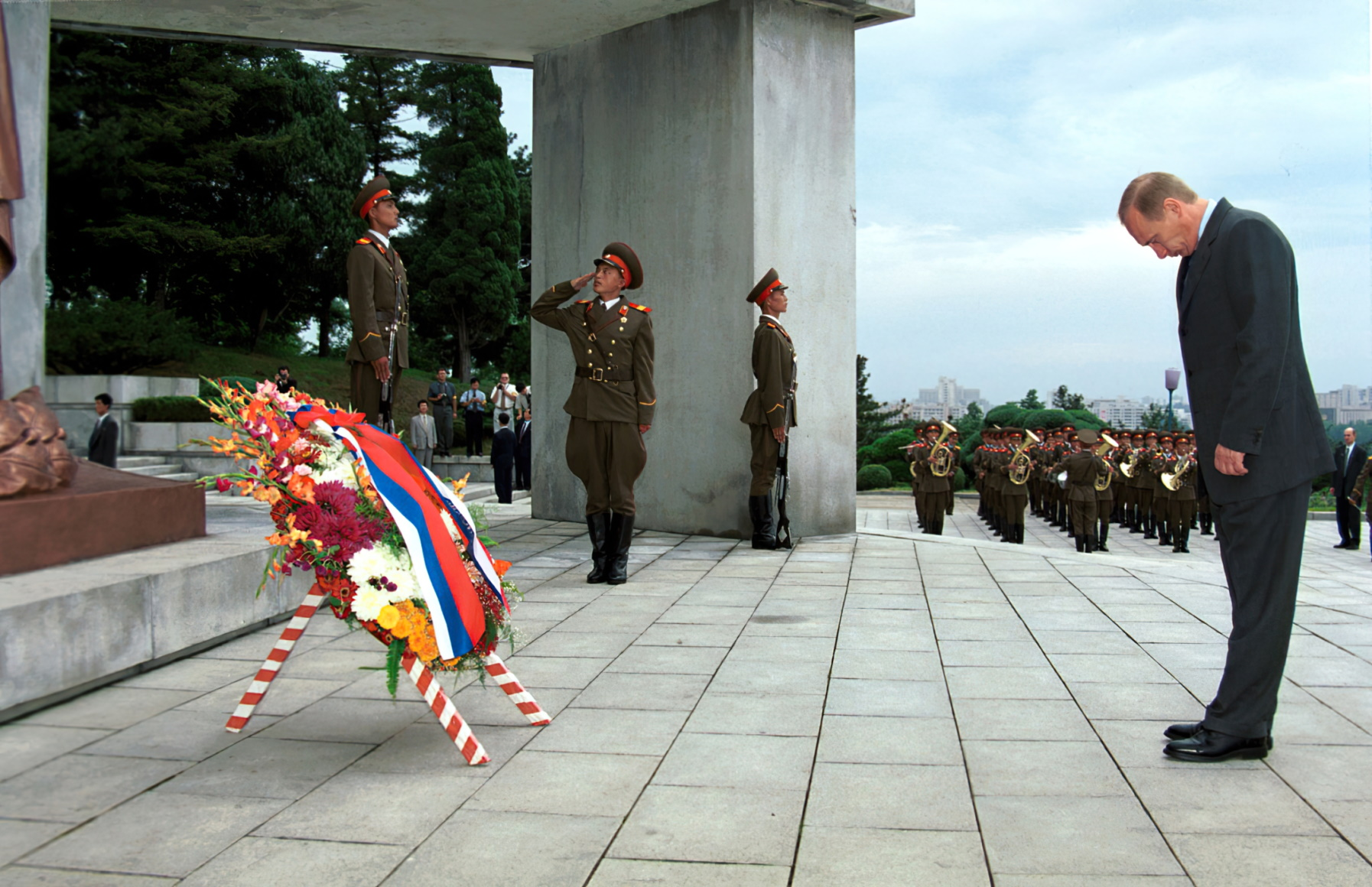
Le président russe Vladimir Poutine visitant le monument en 2000

Texte russe primaire (recto)
« Великий советский народ разгромил японских империалистов и освободил корейский народ. Кровью, пролитой советскими воинами при освобождении Кореи, еще  больше укрепились узы дружбы между корейским и советским народами. В знак всенародной благодарности воздвигнут этот памятник. 15 августа 1945 года. »
Traduction : « Le grand peuple soviétique a vaincu les impérialistes japonais et libéré le peuple coréen. Le sang versé par les soldats soviétiques lors de la libération de la Corée a servi à renforcer les liens d'amitié qui unissent les peuples coréen et soviétique. Ce monument a été érigé pour signifier la reconnaissance du peuple coréen. 15 août 1945. »
Texte russe secondaire (verso)
« Вечная слава великой Советской Армии, освободившей корейский народ от ига японских империалистов и открывшей ему путь к свободе и независимости! 15 августа 1945 г. »
Traduction : « Gloire éternelle à la grande armée soviétique, qui a attiré le peuple coréen impérialiste japonais et lui a montré le chemin de la liberté et de l'indépendance! 15 août 1945 »